# Saxifraga repanda
Saxifraga repanda là một loài thực vật có hoa trong họ Saxifragaceae. Loài này được Willd. ex Sternb. miêu tả khoa học đầu tiên.